# Toruńskie Wodociągi
Toruńskie Wodociągi – spółka z ograniczoną odpowiedzialnością, założona 22 maja 2000 roku, należąca do Gminy Miasta Toruń. Siedziba spółki mieści się przy ul. Rybaki 31-35.
W 2003 roku do Toruńskich Wodociągów przyłączono Miejską Oczyszczalnią Ścieków Sp. z o.o..
Do Toruński Wodociągów należy Muzeum Techniki i Inżynierii Komunalnej, otwarte 28 marca 2023 roku.

## Ujęcia wody
Toruńskie Wodociągi obsługują cztery ujęcia: powierzchniowe na Drwęcy, infiltracyjne w Jedwabnie, dwa gruntowe: w Czerniewicach i Małej Nieszawce.

## Długość sieci wodociągowej
W 2022 roku długość sieci wodociągowej wynosiła 721,975 km, w tym:
- sieci magistralne – 156,782 km
- sieci rozdzielcze – 450,013 km
- przyłącza wodociągowe – 115,18 km
- 9 852 sztuk liczby podłączeń

## Długość sieci kanalizacyjnej
W 2022 roku długość sieci kanalizacyjnej wynosiła 773,625 km, w tym:
- sieci kanalizacyjne ogólnospławne – 117,667 km
- sieci kanalizacji sanitarnej – 530,747 km
- sieci kanalizacji deszczowej – 60,721 km
- przyłącza kanalizacyjne – 64,49 km
- 10 167 sztuk liczby podłączeń